# 2009년 부산 고등학생 실종 사건
2009년 부산 고등학생 실종 사건은 부산에서 일어난 실종사건이다. 사건의 당사자는 부산의 평범한 고등학생 이용우 군이었다. 2009년 8월 22일부터 2009년 9월 26일까지 화두가 되었던 사건이었다. 36일간의 장정 끝에 이용우 군은 자살한 것으로 밝혀졌다. 사건의 전말은 2009년 8월 22일, 친구와 같이 PC방에 들른다며 집을 나선 용우 군은 가까운 농협 은행에서 자신의 돈 2만여원을 빼내 부산항에서 제주행 여객선을 탑승하였고, 다음날 새벽에는 전남 완도 부근에서 휴대전화 마지막 위치가 발견되었고 그 뒤의 행방이 묘연했다. 용우 군은 바다에서 자살한 것으로 밝혀졌으며 그의 시신은 부산 북부경찰서에서 유류품과 함께 발견하였으며 변사체의 몸 상태가 심하게 부패해 있었으나 의상으로 용우 군임을 밝혀냈다. 이 사건은 SBS의 그것이 알고싶다에서 자세히 방송된 적이 있다.

## 타살의혹
타살 의혹이 제기 되기도 했다. 친구와도 잘 지내면서 컴퓨터 게임을 즐겨하는 평범한 학생일 뿐이고 학교 생활은 그 누구보다도 잘 하는 학생이었다고 담임이 말했다. 즉, 자살할 이유가 없기 때문에 의혹이 나오기도 했으나. 경찰은 범죄의 의혹은 전혀 없다고 밝혔다.
아직도 풀리지 않는 미스테리
이용우군 실종 및 이후에 생긴 사망사건에 대한 미스테리는 아직 풀리지 않았다.
위에도 나와있듯이 평범한 학생인 이용우군이 가족 및 친구간의 갈등도 없었던 상황과 그 어떠한 정신적, 심리적문제가 없었것을 보아 이것을 단지 자살로만으로 단정짓기는 어렵다.